# Moonlight (EP)
Moonlight är den första EP:n av den svenska tjejgruppen Dolly Style som släpptes den 30 juni 2017.

## Låtlista
1. "Moonlight" – 3:04
2. "Moonlight (Singback Version)" – 3:04
3. "Glitter" – 3:19
4. "Glitter (Singback Version)" – 3:19